# واسطه ازدواج تورا-سان
واسطه ازدواج تورا-سان (انگلیسی: Tora-san's Matchmaker) یک فیلم کمدی ژاپنی محصول ۱۹۹۳ به کارگردانی یوجی یامادا است. این فیلم چهلمین و ششمین فیلم از مجموعه محبوب و طولانی‌مدت اوتوکو وا تسورای یو است.

## خلاصه
در ابتدا، تورا به دسته شرکت کنندگان در یک عروسی که از خیابان می‌گذرند، می‌گوید: «تبریک می‌گویم!» آن‌ها فقط زمانی می‌توانند شاد باشند که از یکدیگر احساس قدردانی کنند.
میستوئو خواهرزادهٔ تورا-سان در آستانه فارغ‌التحصیلی از دانشگاه است، اما پس از درخواست کار برای بیش از ۳۰ شرکت، عمدتاً شرکت‌های بزرگ، نتوانسته شغلی پیدا کند. میستوئو که ناامید شده‌است پس از بحث با پدرش از خانه بیرون می‌زند و بدون برنامه به کوتوشیما در استان کاگاوا در کنار دریای داخلی ستو می‌رود.

## بررسی انتقادی
- جوایز
- هفدهمین جایزه آکادمی فیلم ژاپن
- جایزه بهترین کارگردان - یوجی یامادا
- جایزه بهترین فیلمنامه - یوجی یامادا، یوشیتاکا آساما
- جایزه بهترین ضبط - ایسائو سوزوکی، ریوجی ماتسوموتو
- جایزه هنر عالی - میتسو دگاوا، یوتاکا یوکویاما
- جایزه بهترین تدوین - ایوائو ایشی
- جایزه ویژه رئیس - چیشو کاسا